# Dryas récent

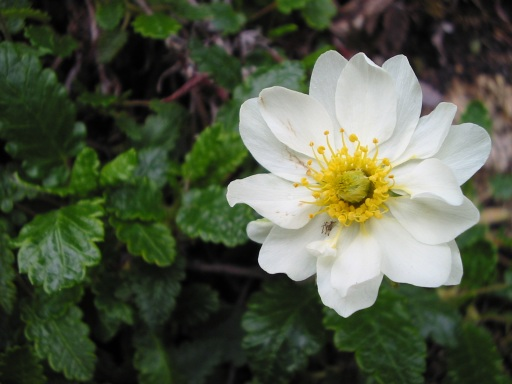
Dryas octopetala.

Le Dryas récent, ou Dryas III, est une période de 1 200 ans allant de 12 850 à 11 650 ans avant le présent (calibré en années calendaires), soit une période de 10 900 à 9 700 av. J.-C. Elle représente l'ultime oscillation froide de la dernière période glaciaire et précède la période chaude actuelle de l'Holocène. C'est la troisième, la dernière et la plus longue des oscillations froides connues sous le nom de Dryas (16 500 à 11 700 ans AP) que connait le Tardiglaciaire, période de lent réchauffement irrégulier qui suit le dernier maximum glaciaire après 18 000 AP. Le Dryas récent s'insère ainsi entre deux périodes plus chaudes : l'interstade Bølling-Allerød et le début de l'Holocène.
Le Dryas récent voit le retour des glaciers sur les terres septentrionales ou montagneuses,, du fait d'une importante chute de la température moyenne de 7 °C dans l'hémisphère Nord et d'une chute maximale de 10 °C au Groenland. Il est enregistré dans les sédiments, les carottes glaciaires et les dépôts de pollens fossiles des tourbières. Au sein de ces dernières, il est marqué par l'abondance de pollen de Dryas octopetala qui lui a donné son nom. La fin du Dryas récent est marquée par une élévation brutale de la température moyenne de l'hémisphère nord d'environ 7 °C en 50 à 60 ans, cette hausse atteignant 10 à 12 °C en des durées encore inférieures localement.

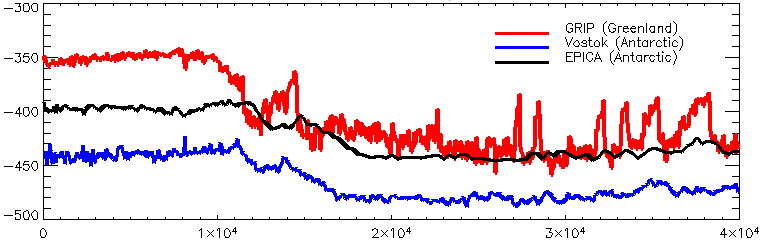
Courbes de températures reconstituées à partir de carottes de glace prélevées sur les forages de Vostok (tracé bleu) et d'Epica (tracé noir), en Antarctique, et du forage GRIP (tracé rouge), dans le Groenland, qui montrent l'importance de l'évènement du Dryas récent dans l'hémisphère nord. L'axe horizontal remonte le temps : la valeur 0 à gauche correspond au présent et les valeurs à droite correspondent au passé. L'axe vertical approxime la température : chaud en haut, froid en bas.

## Étymologie, synonymes
Le Dryas doit son nom à la Dryas octopetala, plante de la toundra et de la flore alpine, car le pollen fossile de cette plante est particulièrement abondant dans les couches de sédiments ou de tourbe qui se sont accumulées à cette époque.
En Irlande, la période est connue en tant que « stade Nahanagan », alors qu'au Royaume-Uni elle est appelée « stade de Loch Lomond ».[réf. nécessaire] Elle est corrélée avec le « premier Stade Glaciaire Groenlandais » ou GS-1 (l'interstade Bølling/Allerød qui précède étant corrélé avec le « premier Interstade Groenlandais » ou GI-1).

## Causes
Ce refroidissement pourrait être dû, conjointement ou non, à :
- une modification des courants de l'océan Atlantique qui auraient cessé de convoyer de l'eau réchauffée de l'équateur vers l'Europe. L'hypothèse est appuyée par de nombreux indices, en particulier par la débâcle du lac Agassiz, grand lac de fonte de l'inlandsis canadien ; mais elle est en partie contredite par les taux reconstitués de 14C dans l’atmosphère : le taux de 14C a augmenté au début du Dryas récent, mais a diminué bien avant le réchauffement de l'Atlantique-Nord[réf. nécessaire] ;
- une diminution de l'activité solaire, qui selon certains chercheurs s'accompagne d'une diminution des taches solaires et se traduit par une production plus importante de 14C dans l’atmosphère et par suite dans les sédiments. Un autre isotope considéré comme marqueur climatique est produit dans l'atmosphère dans ce cas, le 10Be (béryllium 10) ; il a effectivement été retrouvé dans les carottes de glaces, en quantités anormalement irrégulières au cours de la dernière période glaciaire[5]. Une modélisation laisse penser qu'une modification des courants aurait aussi eu lieu ; la diminution de l'activité solaire ne pourrait expliquer à elle seule le refroidissement qui a affecté  l'hémisphère nord pendant le Dryas[6].
- des émissions intenses d'aérosols et de cendres volcaniques[7].
- un impacteur (hypothèse de l'impact cosmique du Dryas récent).
- une éjection de masse coronale[8] qui aurait atteint la Terre[9], déréglé le climat de manière abrupte et causé l'extinction de masse de cette période.
- La disparition de la mégafaune, grande productrice de méthane qui est un gaz à effet de serre.
- L'impact d'une météorite au Groenland qui forma le cratère de Hiawatha de 31 km de diamètre il y a ~12 000 ans[10].

## Fin
La fin du Dryas récent est caractérisée par une hausse brutale de la température annuelle moyenne de l'hémisphère nord d'environ 7 °C en 50 à 60 ans, cette hausse atteignant 10 à 12 °C en des durées encore inférieures localement (notamment au Groenland),,,,
mais également en Europe centrale.
Il s'agit en fait d'un événement de Dansgaard-Oeschger particulièrement violent. Les origines de ce type d'événements (refroidissement lent suivi d'un réchauffement brutal) sont encore mal connues. La globalité ou non du refroidissement dû au Dryas récent (et donc du réchauffement consécutif) est encore débattue par la communauté scientifique.

## Dans les arts
Cette période de glaciation brutale a servi en partie de modèle scientifique au film Le Jour d'après (2004).